# Honestidade intelectual
Honestidade Intelectual é um método aplicado de resolução de problemas  caracterizado por uma atitude imparcial e honesta, que pode ser demonstrada de diversas formas:
- As crenças pessoais ou políticas de um indivíduo não interferem com a busca pela verdade;
- Fatos relevantes e informações não são omitidas propositalmente, mesmo quando os mesmos contradizem a hipótese do indivíduo;
- Fatos são apresentados sem viés e não distorcidos para dar impressões enganadoras ou dar suporte a uma visão;
- Referências, ou trabalho prévio, são reconhecidos sempre que possível, plágio é evitado.

O estudioso de ética de Harvard, Louis M. Guenin, descreve o "cerne" da Honestidade Intelectual como sendo "uma disposição virtuosa à abstenção de enganar frente a um incentivo a enganar". 